# 13. Sinfonie (Mjaskowski)
Die Sinfonie in b-Moll op. 36 ist die 13. Sinfonie des Komponisten Nikolai Jakowlewitsch Mjaskowski.

## Entstehungsgeschichte
Im Zuge des Beschlusses der KPdSU vom 23. April 1932 bildete sich im Sommer des gleichen Jahres das Organisationskomitee für einen Verband der sowjetischen Komponisten unter dem Vorsitz von Reinhold Glière, dem auch Mjaskowski und einige seiner Schüler beitraten. In dieser Zeit war Mjaskowski sehr um den Aufbau einer Musikkultur bemüht, er organisierte beispielsweise Rundfunk- und Philharmoniekonzerte, gründete ein festes Orchester, einen Chor und ein Opernstudio am Konservatorium und trieb die Gründung eines Staatlichen Museums der Musikkultur voran. Über seine Kontakte (unter anderem zu Prokofjew) förderte er des Weiteren Aufführungen von Werken junger Komponisten im Ausland. Dabei förderte er nicht nur seine eigenen Schüler, es sind Fälle bekannt, in denen er die Werke seiner Schüler wieder aus Programmen strich, weil ihm andere Stücke vielversprechender erschienen. In dieser Zeit schrieb er seine 13. Sinfonie, die er in einer einzigen Februarnacht 1933 skizzierte. Die Fertigstellung der Sinfonie ging nicht so schnell vonstatten, da er bereits Ideen für die 14. und 15. Sinfonie skizzierte. S. Gulinskaja vermutet, dass außerdem ein persönliches, aber nicht überliefertes, Ereignis zur Schaffung der Sinfonie führte, da er später über das Werk schrieb:

„Meine 13. Sinfonie ist aus dem Bedürfnis nach einer gewissen Entladung aufgestauter subjektiver Eindrücke, die ich ständig habe und die in meinem Alter wohl kaum noch auszurotten sind, entstanden – ein sehr pessimistisches Werk mit recht seltsamen Inhalt. Diese Sinfonie ist eine Art Seite aus meinem Tagebuch …“

## Analyse
Die Sinfonie unterscheidet sich deutlich von dem Vorgänger- und Nachfolgewerk. Sie knüpft in ihrer Tonsprache eher an die Sinfonien der 1920er Jahre an und geht somit klar gegen die Bestrebungen, sich der neuen sowjetischen Kultur anzupassen. Sie stellt gewissermaßen einen Gegenpol zur Wandlung Mjaskowskis dar, die er zu dieser Zeit in seiner Musik vollzog, und vor allem zur ländlichen Idylle der zwölften Sinfonie. Die Autorin Maya Pritsker spricht hier von einem „Abschied vom Modernismus und Experimentieren“. Die Sinfonie sieht sie als eine von Mjaskowskis besten Kompositionen.
Das einsätzige (in manchen Quellen auch als dreisätzig bezeichnete) Werk zählt zu den kürzesten und gleichzeitig experimentellsten Sinfonien Mjaskowskis. In seinen autobiographischen Bemerkungen von 1936 schrieb er, das Werk sei ein „linear-konstruktivistischer Versuch, die Tonalität zu zerstören“. Die Stimmung der Sinfonie ist düster und trostlos und erinnert an die Stimmung in Sibelius’ vierter Sinfonie. Sie beginnt mit einer langsamen Einleitung, die mit einem prägnanten Rhythmus der Pauke unterlegt ist. Es folgt eine Sonatenform mit dem ersten Thema in b-Moll und dem zweiten in Des-Dur. Die Durchführung entwickelt sich zu einem Fugato in h-Moll, bevor die Reprise einsetzt. Die anschließende Coda endet mit einem b-Moll-Akkord mit zusätzlichem a und c (Septnonakkord), der, mit dem Anfangsrhythmus der Pauke untermalt, im ppp ausklingt.

## Rezeption und Kritik
Die Uraufführung fand fast zeitgleich in Chicago und in Moskau statt. Anderen Angaben zufolge wurde sie erst im Herbst 1935 in Winterthur aufgeführt, diese Aufführung fand laut S. Gulinskaja aber erst nach der ersten Aufführung statt. Mjaskowski selbst war mit dem Werk sehr zufrieden. Die Sinfonie ist – abgesehen von der 21. – die letzte, die nachweislich zu ihrer Zeit auch im Ausland Erfolg hatte und außerhalb Russlands zur Aufführung kam. Neben Mjaskowski waren auch sein Freund Prokofjew und sein Fürsprecher Frederick Stock zufrieden mit dem Werk. Über Stock schrieb Prokofjew:

„In Chicago haben Sie in der Person des Chefdirigenten des Chicago Symphony Orchestra Frederick Stock einen glühenden Verehrer bekommen: In jedem Jahr ‚brät‘ er mindestens zwei Ihrer Sinfonien und hat inzwischen scheinbar alle durch …“

Aus einem Brief Stocks, in dem er seine Bewunderung für die Musik Mjaskowskis ausdrückt, geht auch hervor, dass er ihm dieses Werk gewidmet hat:

“My dear Mr. Miaskowsky,
 I have not yet replied to your kind letter of March 29th. I wish to say that I greatly admire you for the splendid work you are doing as a composer of excellent music. I feel that the time will come when your symphonies will be just as well known as any of those by Tschaikowsky or any of your predecessors.
 I accept with gratitude the dedication of your Thirteenth Symphony and shall repeat this and several of your major works on my programs in Chicago as well as on tour during the coming year.
 Our mutual friend Prokofieff joins me in my highest estimation and admiration of your genius and I hope it will be possible for me before long to pay you a visit in Moscow so that I may have the pleasure of a personal acquaintance with you.
 In the meantime, I am, with renewed expressions of highest esteem and most cordial greetings,
 very sincerely yours,
 Frederick A. Stock”

„Lieber Herr Mjaskowski,
 ich habe bis jetzt noch nicht auf Ihren Brief vom 29. März geantwortet. Ich möchte Ihnen gerne sagen, dass ich Sie im höchsten Maße für die ausgezeichnete Arbeit, die Sie als Komponist exzellenter Musik vollbringen, bewundere. Ich glaube, dass einmal die Zeit kommen wird, in der Ihre Sinfonien genauso bekannt sein werden, wie die Tschaikowskis oder irgendeinem Ihrer Vorgänger.
 Mit Dankbarkeit nehme ich die Widmung Ihrer 13. Sinfonie an und beabsichtige, diese und weitere Ihrer größeren (bedeutenden) Werke in meine Programme in Chicago und die nächstjährige Tournee aufzunehmen.
 Unser gemeinsamer Freund Prokofjew teilt meine hohe Meinung und Bewunderung Ihres Genies und ich hoffe, es wird mir in Kürze möglich sein, Ihnen in Moskau einen Besuch abzustatten, so dass ich das Vergnügen einer persönlichen Bekanntschaft haben werde.
 Einstweilen verbleibe ich mit erneutem Ausdruck höchsten Respekts und herzlichen Grüßen,
 hochachtungsvoll,
 Frederick A. Stock“

Mjaskowski war bewusst, dass dieses Werk nicht unbedingt den Vorstellungen der Partei entsprach, deshalb wartete er mit dem Druck der Partitur bis 1945. Prokofjew wollte Mjaskowski dazu überreden, mit einer Aufführung in Paris das Bild der sowjetischen Musik zu korrigieren und schrieb:

„In Paris hegt man gegenüber der sowjetischen Musik etwas andere Erwartungen als in Moskau: während man in Moskau vor allem auf Frische Wert legt, wird in Paris diese sowjetische Frische schon lange nicht mehr in Zweifel gezogen, dafür aber häufig die Befürchtung geäußert, daß hinter ihr inhaltliche Tiefe fehlt … Da kommt Ihre ‚Dreizehnte‘ gerade recht, um die eingetretene Lücke schließen zu helfen!“

Mjaskowski lehnte jedoch ab, da ihm missfiel, dass die Veranstaltung durch einige Arbeitervereine organisiert worden war. Er befürchtete, dass dieses Publikum sein Werk nicht verstehen würde.
Später schrieb Mjaskowski über die zwölfte und 14. Sinfonie, sie seien ein „Reinfall“ gewesen. Es ist also naheliegend, dass die 13. Sinfonie einen letzten Versuch darstellt, sich den Vorgaben des Regimes zu widersetzen und so zu komponieren, wie es ihm beliebte. Auf Grund der Quellenlage, die wie schon bei der sechsten und zwölften Sinfonie die wahren Beweggründe Mjaskowskis kaum wiedergibt, ist es durchaus möglich, dass S. Gulinskajas Schlussfolgerungen bezüglich des Drucks der Partitur und der Absage des Konzerts in Paris nicht zutreffen. Der Briefwechsel mit Frederick Stock ist in ihrer Mjaskowski-Biografie lediglich abgedruckt, im Text findet er keine Erwähnung, ebenso fehlt in ihrem Werkverzeichnis die Widmung. Eine Erklärung, ob oder wenn nicht, warum alle späteren Werke zunächst nicht mehr außerhalb der Sowjetunion aufgeführt wurden, bleibt sie auch schuldig.